# Nicolás Fernández Carrillo
Nicolás Fernández Carrillo är en ort i Mexiko.   Den ligger i kommunen Sombrerete och delstaten Zacatecas, i den centrala delen av landet, 700 km nordväst om huvudstaden Mexico City. Nicolás Fernández Carrillo ligger 2 161 meter över havet och antalet invånare är 476.
Terrängen runt Nicolás Fernández Carrillo är platt åt sydost, men åt nordväst är den kuperad. Runt Nicolás Fernández Carrillo är det glesbefolkat, med 16 invånare per kvadratkilometer. Närmaste större samhälle är Charco Blanco, 11,0 km sydost om Nicolás Fernández Carrillo. Omgivningarna runt Nicolás Fernández Carrillo är i huvudsak ett öppet busklandskap.